# Delon Wright
Pour les articles homonymes, voir Wright.
Delon Reginald Wright, né le 26 avril 1992 à Los Angeles en Californie, est un joueur américain de basket-ball. Il mesure 1,94 m, et évolue aux postes de meneur et d'arrière.

## Carrière

### Raptors de Toronto (2015-2019)
Drafté en 20ème position de la draft 2015 par les Raptors de Toronto, il reste 4 saisons dans la franchise canadienne.

### Grizzlies de Memphis (2019)
Il est envoyé à Memphis dans le cadre d'un échange contre Marc Gasol. Sur la fin de la saison il parvient à réaliser 3 triple double.

### Mavericks de Dallas (2019-2020)
En juillet 2019, Delon Wright est transféré dans le cadre d'un sign-and-trade vers les Mavericks de Dallas en échange de Satnam Singh et de deux seconds tours de draft.

### Pistons de Détroit (2020-2021)
Le 21 novembre 2020, il est transféré des Mavericks de Dallas aux Pistons de Détroit dans le cadre d'un échange à trois équipes.

### Kings de Sacramento (2021)
En mars 2021, peu avant la fermeture du marché des transferts, il est envoyé chez les Kings de Sacramento en échange de Cory Joseph et deux seconds tours de draft (2021 et 2024).

### Hawks d'Atlanta (2021-2022)
Fin juillet 2021, Delon est échangé aux Hawks d'Atlanta.

### Wizards de Washington (2022-2024)
Agent libre à l'été 2022, il signe avec les Wizards de Washington pour un contrat de 16 millions de dollars sur deux ans.

### Heat de Miami (2024)
En février 2024, il signe un buy-out avec les Wizards de Washington et s'engage dans la foulée au Heat de Miami.

### Bucks de Milwaukee (2024-février 2025)
En juillet 2024, il s'engage pour 3,3 millions de dollars pendant un an avec les Bucks de Milwaukee.

### Knicks de New York (depuis février 2025)
En février 2025, il est transféré aux Knicks de New York contre Jericho Sims.

## Palmarès
- Consensus second-team All-American (2015)
- Bob Cousy Award (2015)
- 2× First-team All-Pac-12 (2014–2015)
- 2× Pac-12 All-Defensive team (2014–2015)
- 2× Coast Conference Player of the Year (2012–2013)

## Statistiques

### Universitaires
Les statistiques de Delon Wright en matchs universitaires sont les suivantes :
| Année     | Équipe        | Matches | Titul. | Min./m. | %tir | %3pts | %l-f | rbds/m. | pass/m. | int/m. | ctr/m. | pts/m. |
| --------- | ------------- | ------- | ------ | ------- | ---- | ----- | ---- | ------- | ------- | ------ | ------ | ------ |
| 2011-2012 | San Francisco |         |        |         |      |       |      |         |         |        |        |        |
| 2012-2013 | San Francisco |         |        |         |      |       |      |         |         |        |        |        |
| 2013-2014 | Utah          | 33      | 33     | 36,4    | 56,1 | 22,2  | 79,3 | 6,79    | 5,27    | 2,48   | 1,30   | 15,55  |
| 2014-2015 | Utah          | 35      | 35     | 33,3    | 50,9 | 35,6  | 83,6 | 4,94    | 5,09    | 2,09   | 0,97   | 14,54  |
| Carrière  | Carrière      | 68      | 68     | 34,8    | 53,5 | 29,9  | 81,4 | 5,84    | 5,18    | 2,28   | 1,13   | 15,03  |

### Professionnelles

#### Saison régulière
| Saison    | Équipe     | Matchs | Titul. | Min./m | % Tir | % 3pts | % LF | Rbds/m. | Pass/m. | Int/m. | Ctr/m. | Pts/m. |
| --------- | ---------- | ------ | ------ | ------ | ----- | ------ | ---- | ------- | ------- | ------ | ------ | ------ |
| 2015-2016 | Toronto    | 27     | 1      | 8,5    | 45,0  | 38,5   | 74,3 | 1,37    | 1,15    | 0,30   | 0,11   | 3,81   |
| 2016-2017 | Toronto    | 27     | 0      | 16,5   | 42,2  | 33,3   | 76,4 | 1,78    | 2,11    | 1,00   | 0,41   | 5,56   |
| 2017-2018 | Toronto    | 69     | 4      | 20,8   | 46,5  | 36,6   | 82,9 | 2,87    | 2,90    | 1,04   | 0,48   | 8,04   |
| 2018-2019 | Toronto    | 49     | 2      | 18,3   | 43,3  | 33,3   | 86,9 | 2,55    | 2,24    | 0,94   | 0,31   | 6,88   |
| 2018-2019 | Memphis    | 26     | 11     | 30,8   | 43,4  | 25,6   | 74,2 | 5,42    | 5,31    | 1,62   | 0,58   | 12,15  |
| 2019-2020 | Dallas     | 73     | 5      | 21,5   | 46,2  | 37,0   | 77,0 | 3,84    | 3,34    | 1,16   | 0,32   | 6,90   |
| 2020-2021 | Détroit    | 36     | 31     | 29,2   | 46,4  | 34,8   | 78,9 | 4,56    | 5,03    | 1,61   | 0,53   | 10,39  |
| 2020-2021 | Sacramento | 27     | 8      | 25,8   | 46,2  | 39,8   | 83,3 | 3,89    | 3,59    | 1,59   | 0,41   | 10,04  |
| 2021-2022 | Atlanta    | 77     | 8      | 18,9   | 45,4  | 37,9   | 85,7 | 2,86    | 2,44    | 1,21   | 0,25   | 4,44   |
| 2022-2023 | Washington | 50     | 14     | 24,4   | 47,4  | 34,5   | 86,7 | 3,60    | 3,90    | 1,80   | 0,30   | 7,40   |
| Carrière  | Carrière   | 461    | 84     | 21,3   | 45,5  | 35,3   | 80,5 | 3,20    | 3,10    | 1,20   | 0,40   | 7,20   |

#### Playoffs
| Saison   | Équipe   | Matchs | Titul. | Min./m | % Tir | % 3pts | % LF | Rbds/m. | Pass/m. | Int/m. | Ctr/m. | Pts/m. |
| -------- | -------- | ------ | ------ | ------ | ----- | ------ | ---- | ------- | ------- | ------ | ------ | ------ |
| 2016     | Toronto  | 9      | 0      | 4,6    | 30,0  | 0,0    | 61,5 | 0,44    | 0,33    | 0,33   | 0,00   | 1,56   |
| 2017     | Toronto  | 9      | 0      | 10,2   | 52,9  | 33,3   | 71,4 | 1,44    | 1,44    | 0,44   | 0,11   | 2,78   |
| 2018     | Toronto  | 10     | 0      | 21,5   | 45,6  | 42,9   | 93,8 | 2,20    | 2,30    | 1,50   | 0,90   | 8,60   |
| 2020     | Dallas   | 4      | 0      | 13,3   | 60,0  | 50,0   | 60,0 | 0,75    | 1,75    | 1,25   | 0,00   | 4,00   |
| 2022     | Atlanta  | 5      | 0      | 27,4   | 51,7  | 38,5   | 66,7 | 4,80    | 2,80    | 0,80   | 0,20   | 8,20   |
| Carrière | Carrière | 37     | 0      | 14,5   | 47,8  | 39,5   | 74,0 | 1,78    | 1,62    | 0,84   | 0,30   | 4,92   |

## Records sur une rencontre en NBA
Les records personnels de Delon Wright en NBA sont les suivants, :
| Type de statistique        | Saison régulière | Saison régulière          | Saison régulière | Playoffs | Playoffs                 | Playoffs      |
| Type de statistique        | Record           | Adversaire                | Date             | Record   | Adversaire               | Date          |
| -------------------------- | ---------------- | ------------------------- | ---------------- | -------- | ------------------------ | ------------- |
| Points                     | 28               | 76ers de Philadelphie     | 25 janvier 2021  | 18       | 2 fois                   | 2 fois        |
| Paniers marqués            | 10               | 2 fois                    | 2 fois           | 7        | Wizards de Washington    | 14 avril 2018 |
| Paniers tentés             | 19               | @ Mavericks de Dallas     | 5 avril 2019     | 10       | 2 fois                   | 2 fois        |
| Paniers à 3 points réussis | 5                | 3 fois                    | 3 fois           | 3        | Wizards de Washington    | 14 avril 2018 |
| Paniers à 3 points tentés  | 8                | 76ers de Philadelphie     | 25 janvier 2021  | 4        | 3 fois                   | 3 fois        |
| Lancers francs réussis     | 8                | 3 fois                    | 3 fois           | 5        | @ Cavaliers de Cleveland | 17 mai 2016   |
| Lancers francs tentés      | 12               | Nets de Brooklyn          | 9 février 2021   | 6        | @ Cavaliers de Cleveland | 17 mai 2016   |
| Rebonds offensifs          | 6                | @ Thunder d'Oklahoma City | 27 janvier 2020  | 3        | 2 fois                   | 2 fois        |
| Rebonds défensifs          | 13               | Mavericks de Dallas       | 7 avril 2019     | 5        | Wizards de Washington    | 25 avril 2018 |
| Rebonds totaux             | 13               | 2 fois                    | 2 fois           | 7        | 2 fois                   | 2 fois        |
| Passes décisives           | 14               | @ Mavericks de Dallas     | 5 avril 2019     | 6        | @ Heat de Miami          | 17 avril 2022 |
| Interceptions              | 6                | 2 fois                    | 2 fois           | 4        | @ Wizards de Washington  | 27 avril 2018 |
| Contres                    | 4                | 2 fois                    | 2 fois           | 2        | 2 fois                   | 2 fois        |
| Balles perdues             | 5                | Raptors de Toronto        | 17 mars 2021     | 4        | Wizards de Washington    | 14 avril 2018 |
| Minutes jouées             | 46               | @ Lakers de Los Angeles   | 6 février 2021   | 31       | @ Heat de Miami          | 26 avril 2022 |

- Double-double : 9
- Triple-double : 3

Dernière mise à jour : 27 juin 2021

## Vie privée
Delon est le frère du joueur NBA Dorell Wright.